# دتلو برونک
دتلو برونک (انگلیسی: Detlev Bronk; ۱۳ اوت ۱۸۹۷ – ۱۷ نوامبر ۱۹۷۵) سیاست‌مدار اهل ایالات متحده آمریکا بود.
وی همچنین برندهٔ جوایزی همچون نشان افتخار آزادی رئیس‌جمهوری، مدال فرانکلین، و نشان ملی علوم شده‌است.